# Abeille Méditerranée
Die Abeille Méditerranée ist ein Einsatz-, Hilfs- und Rettungsschlepper, der 2010 von Kleven Verft gebaut wurde. Er ist Teil des französischen Notschleppkonzepts und wird von der Reederei Abeilles International betrieben. Die Abeille Méditerranée ist ein Schwesterschiff der Abeille Normandie.

## Geschichte
Das 2010 für Siem Offshore als hybrides Offshore-Ankerhebe-Schleppschiff (AHTS) gebaute Schiff wurde ursprünglich auf den Namen Siem Diamond getauft. Es war eine von zehn auf der Kleven Verft für Siem Offshore gebaute Einheiten des von Wärtsilä entworfenen Typs VS 491 CD. 2021 wurde es von Abeilles International gekauft. Das Schiff wurde zum 13. September 2021 zusammen mit dem Schwesterschiff Abeille Normandie in die German Naval Yards Kiel (GNYK) für Modernisierungsarbeiten überführt.
Während der Werftliegezeit wurden neben den üblichen Wartungs- und Instandhaltungsmaßnahmen auch erhebliche Umbauten ausgeführt. Wesentliche Punkte waren in dem Zusammenhang der komplett Umbau des Hinterschiffes, die Arbeitswindenanordnung, Aufrüstung der Bordkrane sowie die Installation von zusätzlichen Rettungskapazitäten. Die Errichtung von zusätzlichen Räumen auf dem Arbeitsdeck und Modifikationen im Unterkunftsbereich für humanitäre Einsätze waren Bestandteil des Werftaufenthalts. Als Besonderheit hat das Schiff eine Rettungskapazität zur Aufnahme von 300 Schiffbrüchigen erhalten sowie eine moderne Feuerlöschanlage zur Bekämpfung von Bränden auf See und kann somit vielfältig eingesetzt werden. Nach der Abeille Normandie war es das zweite Konvertierungsprojekt für German Naval Yards. Es wurde das Potenzial im Umbau von regulären Schleppern zu hoch modernen und leistungsstarken Hochseeschleppern gezeigt. Etwa einen Monat nach der Abeille Normandie am 30. Mai 2022 wurde die Abeille Méditerranée an die französische Reederei Les Abeilles aus Le Havre übergeben.
Das Schiff ist in Toulon stationiert. Anlässlich der Überführung nach Toulon wurden Seeversuche organisiert, um die operativen Schlepp- und Hubkapazitäten der Abeille Méditerranée zu validieren und die Inbetriebnahme des Schiffes zu ermöglichen, um unter dem Befehl der Mittelmeerflotte staatliche Maßnahmen auf See durchzuführen. Das Schiff wurde am 1. Juli 2022 in Toulon in Anwesenheit von Hubert Falco (Bürgermeister von Toulon) von der Seglerin Marie Tabarly getauft. Die Jungfernfahrt nach der Taufe führte über Nizza, Cannes, Marseille, Sète, Port-la-Nouvelle bis nach Ajaccio und Bastia.
Die Abeille Méditerranée wird von der französischen Marine im Rahmen eines Vertrags gechartert, der von den französischen Streitkräften an das Unternehmen Les Abeilles International der ECONOCOM-Gruppe vergeben wurde. Die Charterung betrifft die Abeille Méditerranée und das Schwesterschiff Abeille Normandie für einen Zeitraum von 10 Jahren. Die offizielle Dienstanweisung und Einsatzfähigkeit für den Beginn der Charterperiode beider Schiffe begann schon am 17. Juni 2022. Die Abeille Méditerranée tritt die Nachfolge der Abeille Flandre an, die zuvor 43 Jahre im Einsatz war.

## Technik
Das Schiff verfügt über einen hybriden dieselmechanisch-elektrischen Antrieb. Dieser besteht aus zwei Wärtsilä-Dieselmotoren mit jeweils 8000 kW Leistung und zwei Elektromotoren mit jeweils 1600 kW Leistung. Die Antriebsmotoren wirken über Untersetzungsgetriebe auf zwei Verstellpropeller. Sie können das Schiff einzeln oder kombiniert antreiben. Für die Stromerzeugung stehen zwei von den Wärtsilä-Dieselmotoren mit jeweils 3400 kW Leistung angetriebene Wellengeneratoren und zwei von Caterpillar-Dieselmotoren mit jeweils 2100 kW Leistung angetriebene Generatoren zur Verfügung. Weiterhin wurde ein von einem Caterpillar-Dieselmotor mit 425 kW Leistung angetriebener Notgenerator verbaut. Das Schiff ist mit zwei mit jeweils 1000 kW Leistung angetriebenen Bugstrahl- und zwei mit jeweils 880 kW Leistung angetriebenen Heckstrahlrudern ausgestattet. Weiterhin steht im Bugbereich eine 830 kW Leistung angetriebene Propellergondel zur Verfügung.
Der Hybridantrieb und der geringe Schadstoffausstoß waren wichtige Kriterien für die französische Reederei Les Abeilles, das Schiff zu übernehmen. Es soll helfen, das Serviceniveau für Einsätze wie groß angelegte Seenotrettung, Brandbekämpfung oder in toxischen Umgebungen sowie bei der Kontrolle von Wasserstraßen zu verbessern.

## Aufgaben
Die Abeille Méditerranée ist in der Lage, in weniger als 40 Minuten auszulaufen und 365 Tage im Jahr, rund um die Uhr, an Schlepp-, Rettungs- und Assistenzaufgaben im Mittelmeer teilzunehmen.

## Bekannte Einsätze
- Am 19. August 2024 kam es nördlich des Naturschutzgebiets Scandola zu einer Kollision zwischen einem Motor- und einem Segelboot. Dabei wurden mehrere Personen verletzt. Das Segelboot verlor bei der Kollision seinen Mast und wurde von der Abeille Méditerranée nach Calvi geschleppt.[9]
- Am 26. Januar 2025 beteiligte sich die Abeille Méditerranée auf Höhe von Port-la-Nouvelle an der Hilfeleistung für die Captain Kriti. An Bord des Öltankers war ein Brand im Maschinenraum ausgebrochen. Die Abeille Méditerranée schleppte den Öltanker nach Marseille.[10]